# Oscar Yatco
Oscar C. Yatco (23 november 1930 – Hannover, 1 juli 2014) was een Filipijns dirigent en violist.

## Biografie
Oscar Yatco werd geboren op 23 november 1930. Hij studeerde aan het Conservatory of Music van de University of the Philippines en behaalde daar in 1947 zijn leraarsdiploma muziek. Aansluitend vertrok Yatco naar New York waar hij in 1952 met succes een vervolgstudie aan de Juilliard School afrondde. Na zijn studie woonde Yatco jarenlang in Duitsland waar hij studeerde en actief was als violist. In 1960 rondde hij nog een masteropleiding af aan de Hogeschool voor Muziek en Theater München.
Tijdens zijn periode in Duitsland won Yatco in 1956 de 1e prijs in een competitie voor violisten van alle universiteiten van West-Duitsland. Twee jaar later won hij de International Music Competition in München met zijn viooloptreden. In 1966 was Yatco de eerste Filipino die werd benoemd tot dirigent en muzikaal directeur van het Manila Symphony Orchestra. In zijn periode als dirigent van dit ensemble die duurde tot 1973 introduceerde hij diverse hedendaagse meesterwerken en groeide het orkest uit tot een van de beste van Azië. Op 1 juli 1979 deed Yatco samen met nog 30 andere violisten uit de hele wereld auditie bij de Hochschule für Musik, Theater und Medien Hannover. Hij won en verdiende daarmee een levenslange aanstelling als hoogleraar muziek aan deze instelling.
Voor zijn werk als violist en dirigent kreeg Yatco gedurende zijn carrière diverse onderscheidingen. Zo kreeg hij in 1960 een TOYM-onderscheiding (Ten Outstanding Young Men) en werd hij in 2006 door president Gloria Macapagal-Arroyo onderscheiden met een Presidential Medal of Merit.
In 2014 overleed Yatco op 83-jarige leeftijd in de Duitse stad Hannover. Hij had al enige jaren hartproblemen. Yatco was getrouwd met de Duitse Brigitte Weld.